# Irish League 1914/1915
Dvacátý pátý ročník Irish League (1. irské fotbalové ligy) se konal za účasti opět s osmi kluby. Titul získal podruhé ve své klubové historii Belfast Celtic FC.